# Formação da Rus de Kiev
A formação da Rus de Kiev ocorreu nos séculos IX a X e foi um processo que incluiu fatores internos (evolução social das comunidades locais, principalmente eslavas orientais) e externos (penetração ativa dos esquadrões comerciais militares varangianos no território do Leste da Europa). De acordo com dados arqueológicos, o aparecimento da componente étnica escandinava no ambiente finlandês e eslavo no norte da Europa de Leste remonta a meados da segunda metade do século VIII (Ladoga) até meados da segunda metade do século VIII - IX (Assentamento de Rurique, Timerevo, assentamento Sarskoie) e na virada dos séculos IX-X (Gnezdovo). A localização destes centros corresponde geralmente à área do tributo varangiano indicada nas crônicas russas.
Os textos das crônicas e os dados arqueológicos permitem-nos atribuir a origem da Rus' à parte norte da Europa Oriental (ver: Estado de Rurique). No entanto, a primeira informação escrita fiável com uma data certa sobre o povo Rus, de origem normanda (varangiana), data da primeira metade - meados do século IX e está associada não ao norte, mas ao sul do Leste do Território europeu. A maioria das fontes escritas sobre a Rus' do século IX referem-se ao território da Rus' do Sul, presumivelmente centrado em Kiev. Geógrafos árabe-persas (Alistacri, Ibne Haucal) notaram dois grupos da Rus' no século IX: o sul (“Cuiaba”) e o norte (“Eslávia”), cada um com seu próprio governante (um terceiro grupo, “Artânia”, também é mencionado, mas não pode ser localizado). Supõe-se que existam dois centros de presença varangiana na Europa Oriental no século IX, um do norte, centrado em Ladoga e depois em Novogárdia, e um do sul, centrado em Kiev. Fontes escritas permitem-nos atribuir o aparecimento da Rus' varangiana no sul a um período anterior à chamada de Rurique (em 862, segundo a cronologia da crônica). No entanto, arqueologicamente a presença escandinava em Kiev no século IX não está confirmada, o que pode ser explicado pela rápida assimilação da primeira vaga de varangianos pelos eslavos.
A Rus' do Sul surgiu antes da formação política de Rurique no norte e, como resultado de uma fusão com ele sob o príncipe Olegue (em 882, de acordo com a cronologia da crônica), formou a Rus de Kiev.